# 帕爾馬鎮區 (密歇根州)
帕爾馬鎮區（英語：Parma Township）是位於美國密歇根州傑克遜縣的一個村。

## 人口
根據2020年美國人口普查的數據，帕爾馬鎮區的面積為94.30平方千米，當中陸地面積為94.00平方千米，而水域面積為0.30平方千米。當地共有人口2668人，而人口密度為每平方千米28人。